# Nadal Mix 2023
Nadal Mix 2023 és un àlbum recopilatori de nadales en català publicat el 12 de desembre del 2023. Editat per Luup Records i coordinat pel productor Roots, el disc compta amb 17 cançons inèdites interpretades per 33 artistes musicals.
Feia temps que aquesta idea rondava pel cap a Roots, però no es va materialitzar fins al 2023, amb la creació espontània de la cançó nadalenca de 31 FAM, acompanyats per Flashy Ice Cream i Greta Farelo. S'hi van anar afegint artistes consagrats i emergents de la música catalana contemporània, que van treballar tant en col·laboració com en solitari i van confeccionar temes de gèneres i estils diferents. En aquest sentit, alguns van remetre a les nadales clàssiques, mentre que d'altres van dotar el disc de traces de trap i reggaeton.
Es va anunciar la setmana anterior de publicar-lo, però alguns dels músics n'havien compartit avenços prèviament. La creació d'aquesta obra musical suposa la culminació d'un any de creixement de la música urbana catalana. De fet, un dels objectius del projecte és «unir gran part de l'escena jove catalana actual en un disc inèdit».

## Llista de cançons
| Núm. | Títol                                                                | Durada |
| ---- | -------------------------------------------------------------------- | ------ |
| 1.   | «Merry Xmas» (Xicu)                                                  |        |
| 2.   | «Calendari d'Advent» (EnMatu, IzzKid, Dani6ix i Kashlo)              |        |
| 3.   | «Aquest any seré millor» (Sexenni)                                   |        |
| 4.   | «Peus gelats» (Maria Hein, Galgo Lento i Lluc Planas)                |        |
| 5.   | «Vull el meu regal!» (Martigo)                                       |        |
| 6.   | «Carbó» (Kuu, Calagher, Aymax i Roots)                               |        |
| 7.   | «Pare Noel a la Deriva» (Socunbohemio)                               |        |
| 8.   | «Tió d'ofici» (Dan Peralbo i El Comboi)                              |        |
| 9.   | «Rafa Nadal» (31 FAM, Mushkaa, Greta, Flashy Ice Cream i Roots)      |        |
| 10.  | «Ja ha arribat el Nadal» (EnNisu)                                    |        |
| 11.  | «Les llums de Nadal» (Massaviu)                                      |        |
| 12.  | «Cringemass» (Triquell)                                              |        |
| 13.  | «Jaleo nadalenc» (Figa Flawas)                                       |        |
| 14.  | «El tió no vol cagar» (Coohak P i Boom Boom Fighters)                |        |
| 15.  | «Si no sigués Nadal» (Ferran Palau i Sr. Chen)                       |        |
| 16.  | «Falta el teu nom» (Tropiko, Xavier Abellaneda i Boom Boom Fighters) |        |
| 17.  | «La millor època de l'any» (The Tyets)                               |        |